# SKATS
SKATS significa Standard Korean Alphabet Transliteration System. Também é chamado Korean Morse equivalents. Apesar do nome, o SKATS não é um verdadeiro sistema de transliteração. O SKATS mapeia os caracteres Hangul através do código Morse coreano para os mesmos códigos em Código Morse e de volta para seus equivalentes no alfabeto latino. Qualquer correspondência fonética entre as letras coreana e romana seria puramente coincidência.
SKATS significa Sistema de transliteração de alfabeto coreano (K) padrão. Também é conhecido como equivalentes coreanos de Morse. Apesar do nome, o SKATS não é um verdadeiro sistema de transliteração. O SKATS mapeia os caracteres Hangul através do código Morse coreano para os mesmos códigos em Código Morse e de volta para seus equivalentes no alfabeto latino. Qualquer correspondência fonética entre as letras coreana e romana seria pura coincidência.

| + SKATS    |            |        |        |
| Consoantes | Consoantes | Vogais | Vogais |
| Hangul     | SKATS      | Hangul | SKATS  |
| ㄱ         | L          | ㅏ     | E      |
| ㄴ         | F          | ㅑ     | Eu     |
| ㄷ         | B          | ㅓ     | T      |
| ㄹ         | V          | ㅕ     | S      |
| ㅁ         | M          | ㅗ     | A      |
| ㅂ         | W          | ㅛ     | N      |
| ㅅ         | G          | ㅜ     | H      |
| ㅇ         | K          | ㅠ     | R      |
| ㅈ         | P          | ㅡ     | D      |
| ㅊ         | C          | ㅣ     | U      |
| ㅋ         | X          | ㅔ     | TU     |
| ㅌ         | Z          | ㅐ     | UE     |
| ㅍ         | O          | ㅖ     | SU     |
| ㅎ         | J          | ㅒ     | UI     |

Se  um operador de código Morse coreano transmitisse uma mensagem coreana em Morse, e um operador de código Morse de língua inglesa ouvisse a mensagem, o que ele anotaria seria SKATS.
A vantagem do SKATS é a precisão perfeita na transmissão da mensagem coreana, algo que seria perdido, se não fossem usadas as romanizações revisadas do coreano, sejam RR ou McCune-Reischauer usadas. O SKATS remonta aos dias que antecederam a aceitação generalizada dos teclados coreanos, por isso era uma maneira dos ocidentais que sabiam coreano produzir com precisão o idioma coreano em uma máquina de escrever ou teclado. Os usuários principais do SKATS são departamentos governamentais interessados na precisão de letra a letra.
SKATS não é uma cifra. Ao usar o SKATS, é importante lembrar de não ler as letras como elas soam em inglês, mas lê-las como elas soam no SKATS.
As letras são escritas da esquerda para a direita, como no inglês padrão. A forma correta é colocar um espaço entre sílabas e dois espaços entre as palavras, mas isso geralmente varia de um usuário para outro. Sem os espaços duplos entre as palavras, as quebras de palavras são ambíguas. Se as regras forem rigorosamente observadas, um texto coreano escrito no SKATS poderá ser perfeitamente recuperado.
As consoantes duplas e as vogais duplas ou triplas são escritas da mesma maneira -.

## Exemplo
SKATS:
LUM CU LE  MEG KUGG BE.
Hangul:
김치가 맛있다.
Romanização revisada:
Kimchiga masitta.
Inglês:
O kimchi é delicioso.